# ウィンチェスター M1907
ウィンチェスター M1907（Winchester Model 1907）は、アメリカ合衆国で設計された半自動小銃である。ブローバック方式で、ウィンチェスター・リピーティングアームズが1906年から1958年まで製造した。中間威力の弾薬を用い、着脱式箱型弾倉によって給弾される。弾倉は5連発、10連発、15連発のものがあった。その大きさや銃としての性質は後に開発されるM1カービンとも類似していたが、M1907はより重く、威力も高かった。ウィンチェスター社では、センターファイア方式の.351ウィンチェスター・セルフローディング弾（.351SL）を用いるモデルのみ製造した。.351SL弾はM1907以外では使用されない専用弾だったので、銃自体もしばしばスリー・フィフティ・ワン（Three-Fifty-One）と通称された。
元々は狩猟やスポーツに用いる民生用ライフルとして販売されていたが、アメリカの法執行機関によって広く採用されたことでも知られる。また、特徴の類似から、第二次世界大戦後に普及する概念であるアサルトライフル（突撃銃）の先駆者と見なされることもある。

## 概要

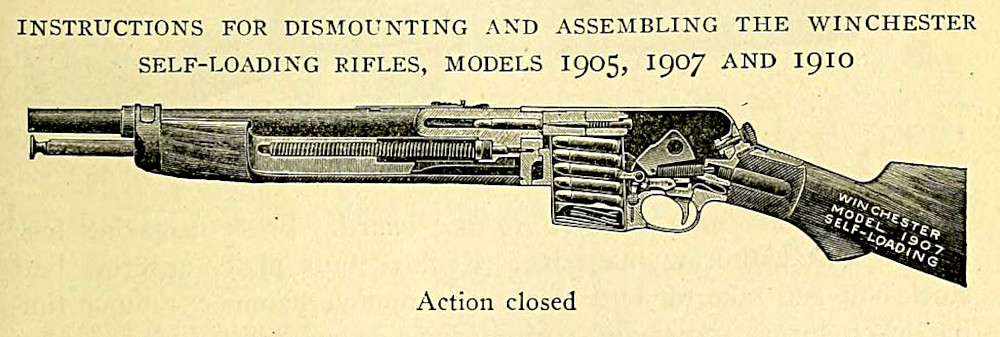
M1907の断面図

スポーツ用あるいは狩猟用の半自動小銃/散弾銃が将来的には市場の関心をつかむであろうという見通しのもと、ウィンチェスター・リピーティングアームズ社では1891年から新製品の開発に着手した。以後の10年間、同社のT・C・ジョンソンおよびウィリアム・メイソンの両技師によって、ガス圧作動方式あるいは反動利用方式を採用した様々な半自動銃が試作された。この中で有力な設計と見なされたのは、メイソンが当時の社長トーマス・G・ベネット（Thomas G. Bennett）と共に改良を進めていたトグルアクション式小銃と、ジョンソンの設計案の2つだった。
ジョンソンは1885年以来ウィンチェスター社に雇用されており、1900年代が始まる頃にはブローバック方式の半自動小銃の開発に携わっていた。ジョンソン設計案は、ボルトにカウンターウェイトを組み込み、燃焼ガスにより生じるエネルギーとの「釣り合い」を取ることによって、後退するボルトの動きを制御する構造を特徴とした。試行錯誤の末、1901年にはこの機構が完成した。審査の結果、ジョンソン設計案はメイソン・ベネット設計案に比べて非常に低コストであると判断され、1902年にはウィンチェスター社が新製品としての製造を決定した。
1903年、ジョンソン設計案に基づくウィンチェスター M1903が発表された。これはチューブ型弾倉を備え、リムファイア方式の.22ウィンチェスター・オートマチック弾を使用する半自動小銃だった。アメリカで発表された最初の.22口径自動小銃だったこともあり、M1903の売上は好調だった。およそ126,000丁のM1903が以後の34年間に出荷された。また、1933年3月にはより普及した.22ロングライフル弾仕様のM63が発表され、こちらは1958年の生産終了までに175,000丁ほどが出荷された。
ジョンソンは1902年のうちにセンターファイア方式に適応したモデルの設計に着手したものの、大口径弾の採用に伴うガス圧の大幅な増加は、「釣り合い」を取ることを困難にした。1905年にはM1903を発展させたM1905が発表された。M1905の基本的な構造はM1903と同様だったが、使用弾はセンターファイア方式の.32ウィンチェスター・セルフローディング弾（.32SL）あるいは.35ウィンチェスター・セルフローディング弾（.35SL）で、給弾は5連発または10連発の着脱式箱型弾倉から行われた。設計自体は先進的で、法執行機関などからも注目されていたが、M1905が使用する.32SL弾と.35SL弾はいずれも威力が低く、鹿撃ちなどにも適さないとして、商業的な成功は収められなかった。M1905は1920年にカタログから削除されたが、実際には1910年以前に生産が終了していた。最終的な生産数はおよそ29,000丁で、このうち28,361丁が実際に販売された。
ジョンソンはM1905と.35SL弾を元により高威力な銃弾とそれを用いる自動小銃の設計に着手し、1907年に発表されたのがM1907と.351ウィンチェスター・セルフローディング弾（.351SL）だった。
以後、猟銃やスポーツ銃、あるいは法執行機関や警備員向けのライフルとして普及し、1957年に生産が終了するまで、ウィンチェスター社の定番商品の1つであり続けた。また、M1903からM1910までのジョンソン設計案に基づくライフルのレシーバーは、排莢口を除けば両側面とも開口部がなかったので、様々な彫刻による装飾が施しやすかった点も、民生用ライフルとしての魅力の1つだった。

## 派生型
標準的なプレーンフィニッシュモデルのほか、セミピストルグリップ付き銃床を備えて木部にチェッカリングが施されたファンシーフィニッシュモデルが販売されていた。1907年の発表時、プレーンフィニッシュモデルは$28で販売されていた。これは2016年時点の$730に相当する。
M1907は、第二次世界大戦前に製造された前期型と、戦後に製造された後期型に大別することができる。前期型（1907年 - 1942年）はおよそ30,000丁、後期型（1948年 - 1958年）はおよそ28,500丁が製造されたと言われている。後期型では製品名がM07へと改められた。前期型では木部のひび割れが頻発していたため、後期型ではより厚い木材を用いて強度が確保されていた。マガジンリリースレバーも大型で滑り止めの溝が設けられたものへと変更された。弾倉も設計が改められ、より堅く保持されるようになった。前期型では銃身下のコッキングハンドルの先端には円盤型のキャップが取り付けられていたが、後期型では指を掛けやすいように湾曲したキャップに変更されている。バットプレートもプラスチックから金属製へと変更されたほか、分解ネジの戻り止めの廃止、スリングスイベルの追加も行われた。

### ミリタリーモデル
第一次世界大戦中の1917年、軍用モデルとしてM1907/17が設計された。650発/分でのフルオート射撃が可能で、15連発ないし20連発の弾倉が付属した。銃身は標準的なものよりも太く、フロントサイトが設けられていない。この銃身に着剣装置とフロントサイトが設けられたネジ止め式のバレルスリーブを別途取り付けることができた。着剣装置にはスプリングフィールドM1892（国産化されたクラッグ小銃）用銃剣を着剣することができた。

### ポリスモデル
1935年、在庫として残っていたM1907/17を元にしたポリスモデルの販売が始まったが、1937年にはカタログから削除された。後期型M07のバリエーションとしてもポリスモデルが販売されており、ミリタリーモデルと同様に太い銃身とバレルスリーブが取り付けられていた。この際に使われた部品は、第一次世界大戦中にフランス軍の発注に基づき製造されたものの、休戦による発注取り消しを受け、以後在庫として残されていたものだった。M07ポリスモデルはこれらの部品が枯渇するまで製造された。ポリスモデルには、5連発と10連発の弾倉が1つずつ付属した。リアサイトは調整可能なものからシンプルなV字型のものに改められており、複雑な射程調整は行えないものの、左右調整は可能だった。付属する革製スリングはM1ガーランド小銃用のものとほぼ同一である。
1935年に発表されたポリスモデルは、M1907のプレーンモデルを原型に、太い銃身やバレルスリーブといったミリタリーモデルとしての改造を加えた上、銃床、フォアグリップ、バットプレート、マガジンリリース、コッキングハンドルのキャップなど細部に改良を加えたものである。このポリスモデルは1937年にカタログから削除されたが、改良点の大部分は後期型M07に取り入れられている。第二次世界大戦後、M07のプレーンモデルが警察組織で広く使用されたこともあり、「ポリスモデル」という言葉はしばしば混乱を招くものの、ミリタリーモデルに由来する太い銃身やバレルスリーブの有無によって区別することができる。

## 特許
M1907の基本設計は、1901年8月27日に取得されたアメリカ合衆国特許第 681,481号に基づいており、同特許はウィンチェスター社がジョンソン技師から譲渡されたものである。元々、同特許はリムファイア式のM1903ライフルの設計を保護する目的で取得されたものだが、後にセンターファイア式のM1905、M1907、M1910ライフルの設計にも利用された。

### 特許一覧
- アメリカ合衆国特許第 681,481号 Small cartridge, Winchester Model 1903
- アメリカ合衆国特許第 694,157号 Box magazine
- アメリカ合衆国特許第 720,698号 Large cartridge, self-loading, box magazine, takedown rifle (Winchester Model 1905)
- アメリカ合衆国特許第 747,675号 Cartridge extractor
- アメリカ合衆国特許第 829,215号 Forearm tip
- アメリカ合衆国特許第 834,578号 Recoil buffer
- アメリカ合衆国特許第 963,444号 Buttstock bolt

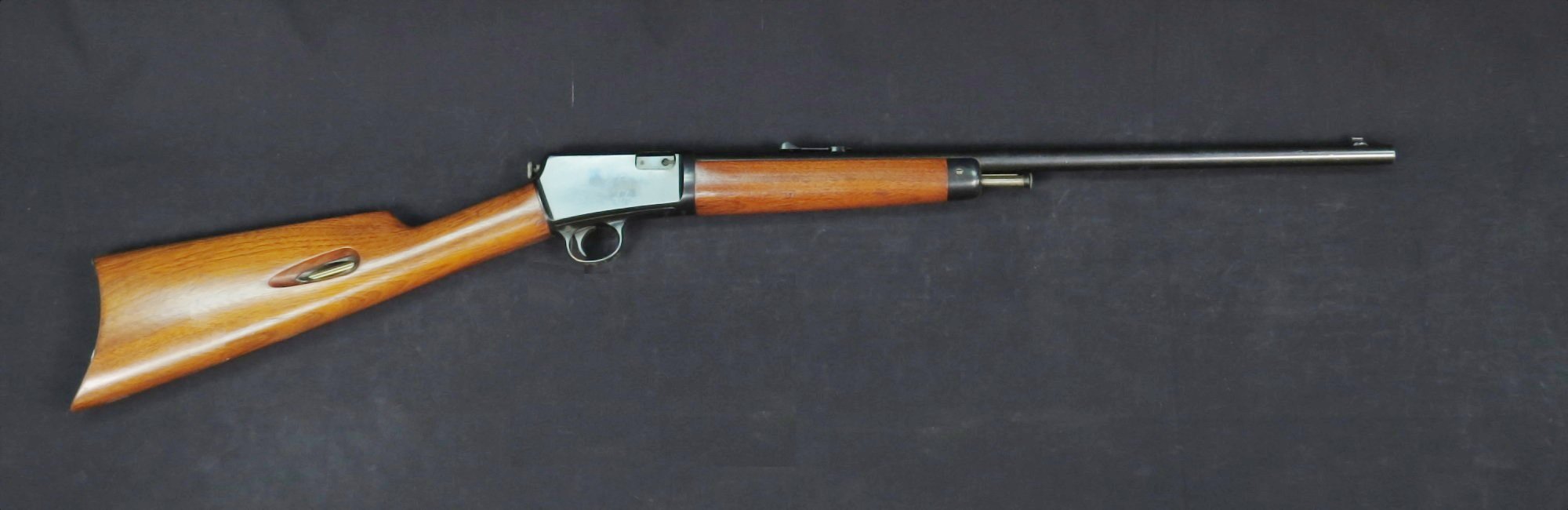
M1903
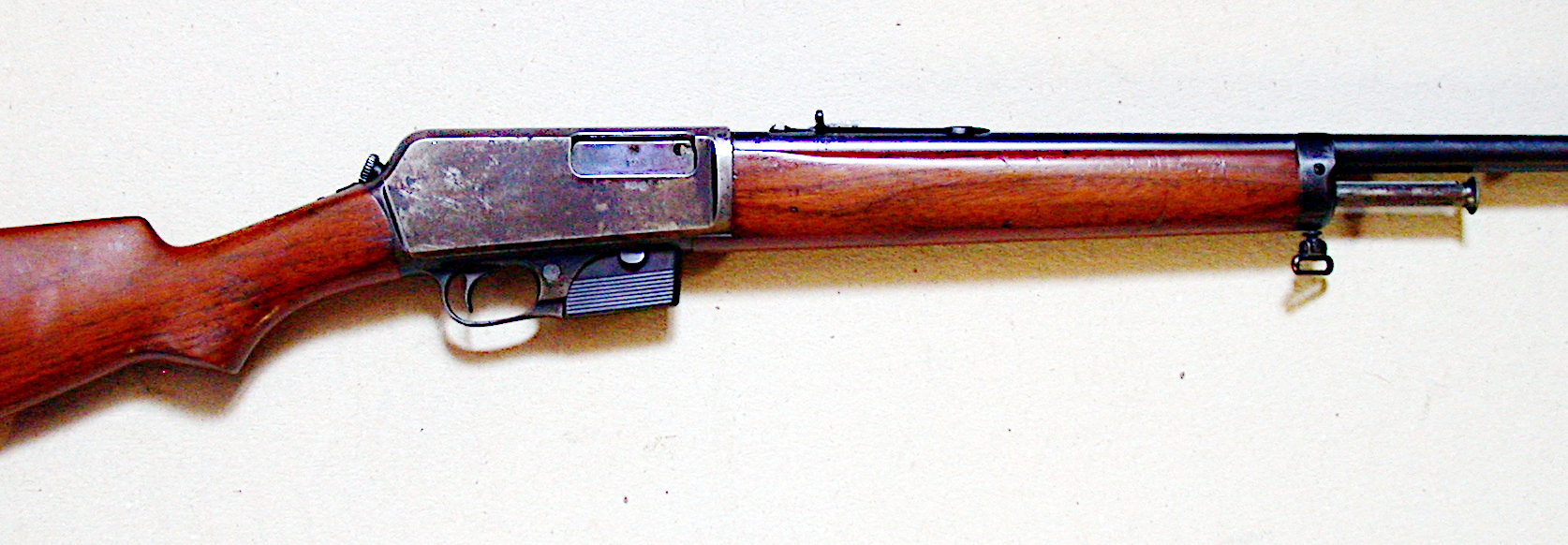
M1905
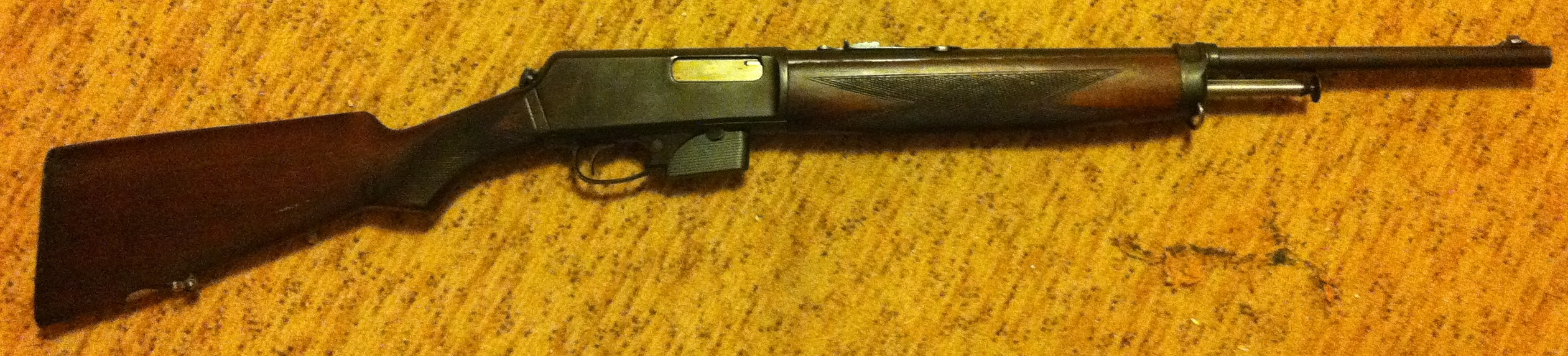
M1910

## 各国軍での運用

### フランス
1915年10月、フランス政府はウィンチェスター社から300丁のM1907を購入し、間もなくして2,500丁の追加発注を行った。また、専用の.351SL弾は、1917年までに1,500,000発以上を購入している。1917年と1918年には、合計して2,200丁のM1907を購入した。工場の記録によれば、これらのライフルにはフルオート射撃機能が追加されていたほか、リー・ネイビー小銃用の銃剣が着剣できるようになっていた。M1907の教練に用いるべく、M1903も同時に輸入されている。

### イギリス
1916年11月1日付のウィンチェスター社内報告によれば、イギリス陸軍航空隊向けの装備として、1914年12月から1916年4月にかけて、イギリスのロンドン造兵廠に宛てて120丁のM1907と78,000発の.351SL弾を送ったとされる。これらのライフルは航空機内で取り扱いやすいように改造され、後部座席に座る偵察員らに配備されていた。これらは布張りの複葉機に持ち込むことが想定されており、熱くなった薬莢が火災の原因になりうるとされたため、カンバス製の薬莢受けが取り付けられていた。フランス同様、教練用のM1903も同時に輸入されている。

### ロシア
ウィンチェスター社の記録によれば、ロシア帝国政府は1916年5月に500丁のM1907と1,500,000発の.351SL弾をJ・P・モルガン社を通じて購入している。

### アメリカ合衆国
工場の記録によれば、アメリカ陸軍信号隊航空部第1飛行隊向けに19丁のM1907と9,000発の.351SL弾を出荷している。これらのライフルおよび弾薬はニューメキシコ州コロンバスに送られ、ジョン・パーシング将軍指揮下のパンチョ・ビリャ遠征の支援任務に従事した航空機乗員らに配備されたと言われている。

## 法執行機関での運用
1908年に発表されたレミントン・アームズ製のレミントン M8と並び、M1907はアメリカの法執行機関が本格的に採用した最初の半自動小銃の1つだった。1917年から1918年にかけて、ウィンチェスター社では軍用小銃としての採用実績を利用し、M1907を法執行機関や警備員向けの銃としての宣伝を行った。
その生産期間を通じて、とりわけ犯罪増加を受けて警察組織の銃器刷新が図られた1930年代には、M1907はアメリカ国内の法執行機関からの人気が高いライフルだった。連邦捜査局（FBI）では、1933年に起こったカンザスシティの虐殺を受けてM1907を購入した。国境警備隊では、1920年代末から1930年代にかけて配備が行われていた。15連発弾倉は法執行機関向けに設計されたオプションだったが、大抵は標準的な5連発弾倉がそのまま使用されていた。
法執行機関が配備したM1907の大部分は、後にトンプソン・サブマシンガンで更新された。しかし、一部の警察組織では1980年代まで使用されていたという。また、刑務官の警備・暴動対策用火器としても、ミニ14が普及する1980年代まで使用されていた。